# تقنية البيكو
تقنية البيكو
تقنية البيكو (بالإنجليزية: picotechnology)‏ مصطلح أو تعبير جديد الظهور (مشتق من البيكومتر) القصد منه أنه تعبير مواز لمصطلح تقنية النانو.وهو علم أو تعبير افتراضي للمستقبل الذي ممكن ان يمكننا من التلاعب التقني إلى هذا الحد وهو البيكو، على مقياس من الترليون من المتر (10 -12).سوف تمكن تقنية البيكو ألعلماء من التلاعب في ألمواد وعلى مستوى دون الذري.

## اقرأ أيضا
- تقنية الفمتو
- ألومنيوم شفاف